# Poul Michael Hansen
Poul Michael Hansen, også kaldt Poul Tysker (født 1. oktober 1898 i Flensborg, død 12. november 1948 i Viborg) var en dansk nationalsocialist, som var tolk og medhjælper for Gestapo i København.

## Biografi

### Tidligt liv
Poul Michael Hansen var søn af en tysk mor og en dansk far. Han havde tysk statsborgerskab. Under 1. verdenskrig gjorde han tjeneste ved vestfronten og blev efter krigen vulkanisør i Holsten. I 1923 flyttede han til Odense. I 1926 blev han gift og fik to børn; allerede i 1932 blev han skilt.

### Tiden under Besættelsen
Poul Michael Hansen var antikommunist og nationalsocialist. Allerede den 21. juli 1935 meldte han sig ind i DNSAP. Han meldte sig i 1939 frivilligt til kamp mod kommunisterne i Finlandskrigen.
Efter den tyske besættelse af Danmark rejste han til Berlin for at søge arbejde. Men han blev i 1941 indrulleret i den tyske hær og sendt til østfronten. Herfra blev han meget hurtigt hjemsendt, da han led af forskellige sygdomme, bl.a. en voldsom årebetændelse.
I juli 1942 rejste han tilbage til Odense, hvor han igen fik arbejde som vulkanisør. I februar 1943 rejste han til København, hvor han fik et job som marinevægter. Poul Michael Hansen fandt arbejdet kedeligt, og han blev i stedet tolk for Gestapo.
Den 15. august 1944 blev han ansat som medhjælper i det tyske sikkerhedspoliti ved Husmandsskolen i Odense, hvor han blev til den 21. januar 1945. Andre kilder nævner, at han allerede blev ansat i Odense den 4. oktober 1943.
Mens han arbejdede i Odense, blev han flere gange udsat for likvideringsforsøg af modstandsbevægelsen. Han gik han under navnet "Poul Tysker", og rygter om tortur af fanger svirrede i byen.
Den 21. januar 1945 blev han efter uoverensstemmelser med gestapochefen i Odense, Friedrich Dohse, forflyttet til Shellhuset i København. Her forsatte han nidkært sit arbejde indtil befrielsen.

### Befrielsen
Det lykkedes for ham at undslippe til Tyskland i de kaotiske dage omkring befrielsen. I Tyskland blev han arresteret af briterne, som sendte ham tilbage til retsforfølgelse i Danmark.
Den 8. marts 1947 blev Poul Michael Hansen dødsdømt ved Odense Købstads Kriminalret. Den 14. februar 1948 blev dommen stadfæstet i Østre Landsret. Den 7. september 1948 blev den også stadfæstet i Højesteret. Selv om Poul Michael Hansen var tysk statsborger, mente Højesteret, at han fra 1923 var at regne som dansk statsborger, da han bosatte og giftede sig i Danmark.
Poul Michael Hansen blev henrettet ved skydning den 12. november 1948 klokken 01:00 i Undallslund plantage ved Viborg.